# Jean Robert (résistant, 1917-1943)
Pour les articles homonymes, voir Jean Robert et Robert.
Jean Robert est un résistant communiste condamné à mort et guillotiné le 22 avril 1943, avec son ami Vincent Faïta, dans la cour du palais de justice de Nîmes.
Le bâtonnier Charles Bedos fut déporté à Mauthausen pour les avoir défendus. Après la guerre, il fut libéré et a prononcé un discours aux arènes de Nîmes, le 1er septembre 1945, devant 20 000 personnes,